# منطقه شهبا
منطقه شهبا (به عربی: منطقة شهبا) یک منطقه در سوریه است که در استان سویدا واقع شده‌است.

## خصوصیات
منطقه شهبا ۱٬۷۷۳٫۱۳ کیلومترمربع مساحت و ۷۱٬۹۴۹ نفر جمعیت دارد.